# Mišeljski konec
Il Mišeljski konec con 2.464 m s.l.m. è una montagna della Catena del Tricorno della Slovenia compresa nel parco nazionale del Tricorno. 